# مايكل بوسكين
مايكل بوسكين (بالإنجليزية: Michael Boskin)‏ (و. 1945 – م) هو عالم اقتصاد، وكاتب عمومي، وبروفيسور (أستاذ جامعي)، وكاتب من الولايات المتحدة الأمريكية . ولد في مدينة نيويورك .

## التعليم
تعلم في جامعة كاليفورنيا، بركلي.

## مناصب وهيئات
أدار جامعة هارفارد، وجامعة كاليفورنيا، بركلي، وجامعة ييل.

## جوائز وترشيحات
حصل على جوائز منها:
- Adam Smith Award (سنة 1998).